# Qairat Otabaev
Qairat Kämılūly Otabaev (in kazako Қайрат Кәмілұлы Отабаев?, in russo Кайрат Камильевич Утабаев?, Kajrat Kamil'evič Utabaev; Tashkent, 16 luglio 1980) è un ex calciatore uzbeko naturalizzato kazako, di ruolo difensore.

## Statistiche

### Cronologia presenze e reti in Nazionale
| Cronologia completa delle presenze e delle reti in nazionale ― Uzbekistan | Cronologia completa delle presenze e delle reti in nazionale ― Uzbekistan | Cronologia completa delle presenze e delle reti in nazionale ― Uzbekistan | Cronologia completa delle presenze e delle reti in nazionale ― Uzbekistan | Cronologia completa delle presenze e delle reti in nazionale ― Uzbekistan | Cronologia completa delle presenze e delle reti in nazionale ― Uzbekistan | Cronologia completa delle presenze e delle reti in nazionale ― Uzbekistan | Cronologia completa delle presenze e delle reti in nazionale ― Uzbekistan |
| Data                                                                      | Città                                                                     | In casa                                                                   | Risultato                                                                 | Ospiti                                                                    | Competizione                                                              | Reti                                                                      | Note                                                                      |
| ------------------------------------------------------------------------- | ------------------------------------------------------------------------- | ------------------------------------------------------------------------- | ------------------------------------------------------------------------- | ------------------------------------------------------------------------- | ------------------------------------------------------------------------- | ------------------------------------------------------------------------- | ------------------------------------------------------------------------- |
| 14-5-2002                                                                 | Bratislava                                                                | Slovacchia                                                                | 4 – 1                                                                     | Uzbekistan                                                                | Amichevole                                                                | -                                                                         |                                                                           |
| Totale                                                                    |                                                                           | Presenze                                                                  | 1                                                                         |                                                                           | Reti                                                                      | 0                                                                         |                                                                           |

| Cronologia completa delle presenze e delle reti in nazionale ― Kazakistan | Cronologia completa delle presenze e delle reti in nazionale ― Kazakistan | Cronologia completa delle presenze e delle reti in nazionale ― Kazakistan | Cronologia completa delle presenze e delle reti in nazionale ― Kazakistan | Cronologia completa delle presenze e delle reti in nazionale ― Kazakistan | Cronologia completa delle presenze e delle reti in nazionale ― Kazakistan | Cronologia completa delle presenze e delle reti in nazionale ― Kazakistan | Cronologia completa delle presenze e delle reti in nazionale ― Kazakistan |
| Data                                                                      | Città                                                                     | In casa                                                                   | Risultato                                                                 | Ospiti                                                                    | Competizione                                                              | Reti                                                                      | Note                                                                      |
| ------------------------------------------------------------------------- | ------------------------------------------------------------------------- | ------------------------------------------------------------------------- | ------------------------------------------------------------------------- | ------------------------------------------------------------------------- | ------------------------------------------------------------------------- | ------------------------------------------------------------------------- | ------------------------------------------------------------------------- |
| 29-1-2005                                                                 | Yokohama                                                                  | Giappone                                                                  | 4 – 0                                                                     | Kazakistan                                                                | Kirin Cup                                                                 | -                                                                         | 54’                                                                       |
| 26-3-2005                                                                 | Copenaghen                                                                | Danimarca                                                                 | 3 – 0                                                                     | Kazakistan                                                                | Qual. Mondiali 2006                                                       | -                                                                         | 77’                                                                       |
| 2-7-2006                                                                  | Almaty                                                                    | Kazakistan                                                                | 4 – 1                                                                     | Tagikistan                                                                | Amichevole                                                                | -                                                                         |                                                                           |
| 5-7-2006                                                                  | Almaty                                                                    | Kazakistan                                                                | 1 – 0                                                                     | Kirghizistan                                                              | Amichevole                                                                | -                                                                         | 84’                                                                       |
| 6-9-2006                                                                  | Baku                                                                      | Azerbaigian                                                               | 1 – 0                                                                     | Kazakistan                                                                | Qual. Euro 2008                                                           | -                                                                         | 76’                                                                       |
| 7-10-2006                                                                 | Almaty                                                                    | Kazakistan                                                                | 0 – 1                                                                     | Polonia                                                                   | Qual. Euro 2008                                                           | -                                                                         | 68’ 87’                                                                   |
| 7-3-2007                                                                  | Şımkent                                                                   | Kazakistan                                                                | 2 – 0                                                                     | Kirghizistan                                                              | Alma TV Cup 2007                                                          | -                                                                         |                                                                           |
| 9-3-2007                                                                  | Şımkent                                                                   | Azerbaigian                                                               | 1 – 0                                                                     | Kazakistan                                                                | Alma TV Cup 2007                                                          | -                                                                         | 71’                                                                       |
| 11-3-2007                                                                 | Şımkent                                                                   | Kazakistan                                                                | 1 – 1                                                                     | Uzbekistan                                                                | Alma TV Cup 2007                                                          | -                                                                         | 58’                                                                       |
| 6-6-2007                                                                  | Almaty                                                                    | Kazakistan                                                                | 1 – 1                                                                     | Azerbaigian                                                               | Qual. Euro 2008                                                           | -                                                                         | 93’                                                                       |
| Totale                                                                    |                                                                           | Presenze                                                                  | 10                                                                        |                                                                           | Reti                                                                      | 0                                                                         |                                                                           |